# Matt Schulze
Matthew Schulze, dit Matt Schulze, est un acteur américain, né le 3 juillet 1972 à Saint Louis, dans le Missouri. Il connait une brève carrière dans le septième art qui atteint son apogée à ses débuts.
Décrochant un petit rôle de vampire dans le film Blade à la fin des années 1990, il enchaîne quelques petits rôles dans la série Charmed ou le film Boys and Girls, avant de se faire mondialement connaître dans le film de Rob Cohen Fast and Furious.
Dès lors, sa carrière fait un bond en avant et il enchaîne les productions de série B. Il revient dans la franchise Blade avec Blade 2, où il interprète un tout autre personnage que dans le premier opus. Puis il enchaîne avec Le Transporteur et donne la réplique à Michael Douglas dans Hors de portée puis devient le bad guy de Torque, la route s'enflamme, déclinaison de Fast and Furious en deux roues. 
Après des productions plus confidentielles, il revient sur le devant de la scène en reprenant son rôle de Vince dans Fast and Furious 5.

## Filmographie

### Cinéma
- 1998 : Blade, de Stephen Norrington: Crease
- 2000 : Boys and girls
- 2001 : Fast and Furious (The Fast and the Furious), de Rob Cohen: Vince
- 2002 : Blade 2, de Guillermo Del Toro: Chupa
- 2002 : Le Transporteur, de Louis Letterier et Corey Yuen: Wall Street
- 2004 : Hors de portée, de Po-Chih Leong
- 2004 : Torque, la route s'enflamme, de Joseph Kahn: Henry James
- 2004 : Le Protecteur, de Po-Chih Leong: Faisal
- 2006 : Les 7 Momies (Seven Mummies) de Nick Quested : Rock
- 2007 : Mr. Brooks, de Bruce A. Evans : Thorton Meeks
- 2009 : Extract, de Mike Judge: Willie
- 2011 : Fast and Furious 5, de Justin Lin : Vince
- 2018 : Action Point de Johnny Knoxville

### Télévision
- 1999 : Charmed, saison 1, épisode 5
- 2005 : New York, unité spéciale (Law and Order : Special Victims Unit) (saison 6, épisode 21) : Kevin Rogers